# Centro de exterminio nazi de Hartheim

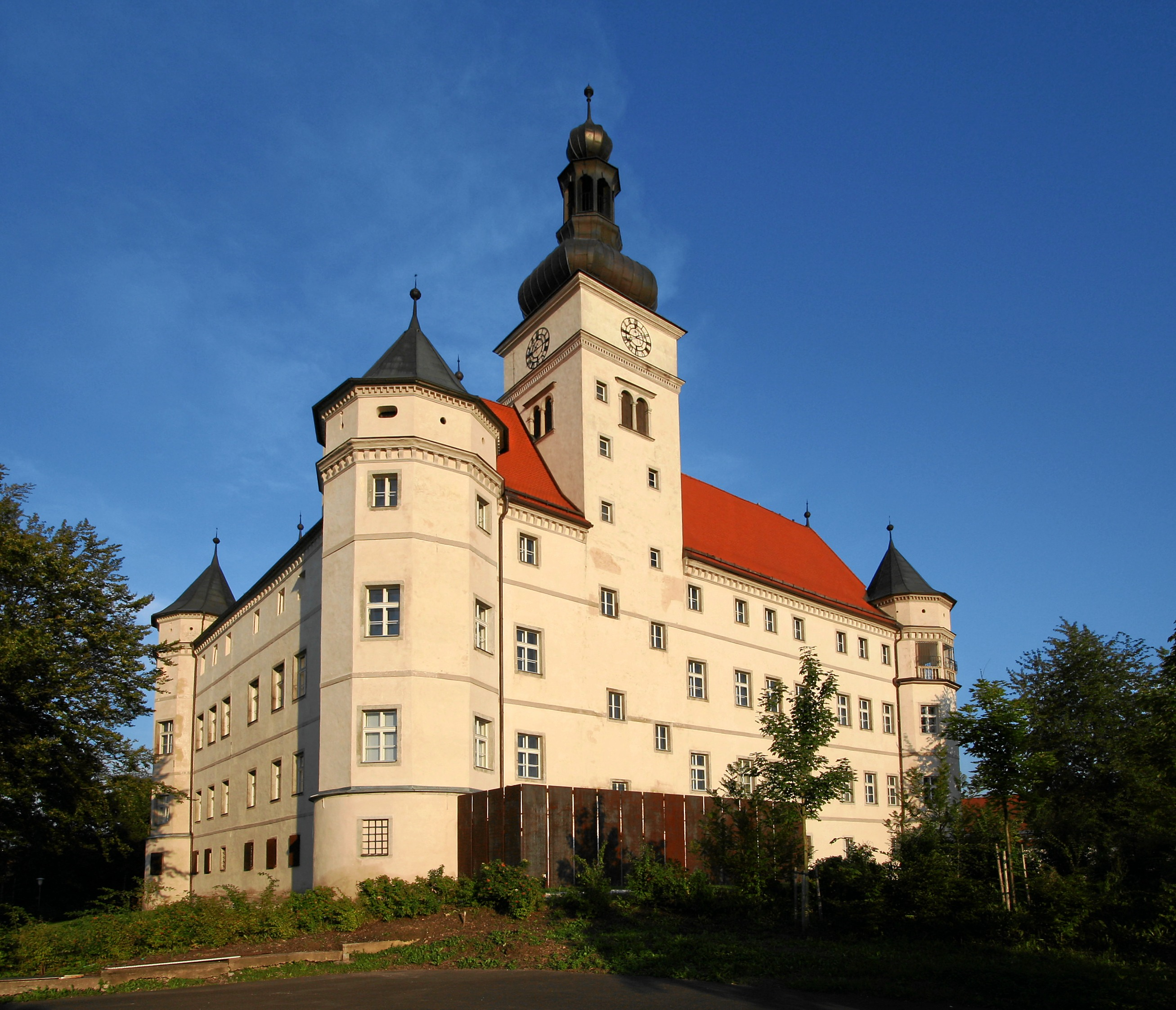
Castillo de Hartheim en 2005

El centro de exterminio nazi de Hartheim (en alemán: NS-Tötungsanstalt Hartheim) era una instalación del programa de la Alemania nazi conocido como Acción T4, en el que unos 18.000 ciudadanos alemanes considerados mental o físicamente incapacitados fueron asesinados sistemáticamente con gas venenoso. Estos asesinatos continuaron incluso después de que el programa fuera rescindido en agosto de 1941 (hasta 1944) y fue extendido para incluir a judíos, comunistas y otros considerados indeseables por el Tercer Reich. Los reclusos de los campos de concentración que no eran aptos para el trabajo, o que se consideraban problemáticos, también fueron ejecutados aquí. El centro de exterminio estaba ubicado en el Castillo de Hartheim en el municipio de Alkoven, cerca de Linz, Austria. 
Dentro del programa Aktion T4, Albert Widmann, químico de las SS, fue el encargado de idear la forma concreta de aplicar el asesinato de los discapacitados con monóxido de carbono. Hizo construir una cámara hermética en la prisión abandonada de la ciudad de Brandeburgo con las paredes cubiertas de azulejos para que pareciera una ducha, lo que esperaba que facilitaría que los pacientes entraran allí sin miedo. El gas salía por unos agujeros y la cámara estaba cerrada por una puerta hermética con una ventanilla de cristal para ver lo que sucedía en su interior. La primera demostración fue tan «satisfactoria» ―los ocho pacientes encerrados en ella murieron en pocos minutos― que enseguida se construyeron cámaras de gas del mismo tipo en el psiquiátrico de Grafeneck, en el de Hadamar y en el de Hartheim.
Todo el personal que había intervenido en el proceso de asesinar a los pacientes estaba obligado a guardar el secreto bajo la amenaza de ser enviado a un campo de concentración o ser fusilado. Así se lo advirtió Christian Wirth a un grupo nuevo de «fogoneros» (Brenner) que eran los encargados de llevar los cadáveres a los hornos crematorios. Algunas de las personas implicadas se dieron a la bebida y a la promiscuidad sexual. «En Hartheim, el personal hizo una fiesta para celebrar haber llegado a las diez mil incineraciones, reuniéndose en el crematorio en torno al cuerpo desnudo de una víctima gaseada poco tiempo antes, a la que tendieron en una camilla y cubrieron de flores. Uno de los trabajadores se vistió como un clérigo y ofició una breve ceremonia tras la cual se repartió cerveza a todos los presentes. Finalmente, en Hartheim se gaseó a no menos de 20.000 personas...».
Desde 2003, el castillo de Hartheim ha albergado un sitio de aprendizaje y conmemorativo para las víctimas de la eutanasia nazi y la exposición "El valor de la vida".